# Ејдријан (Мичиген)
Ејдријан (Мичиген) (енгл. Adrian) град је у америчкој савезној држави Мичиген. По попису становништва из 2010. у њему је живело 21.133 становника.

## Демографија
Према попису становништва из 2010. у граду је живело 21.133 становника, што је 441 (2,0%) становника мање него 2000. године.
| Група             | 2000.          | 2010.          |
| Белци             | 16.582 (76,9%) | 15.548 (73,6%) |
| Афроамериканци    | 760 (3,5%)     | 926 (4,4%)     |
| Азијати           | 178 (0,8%)     | 199 (0,9%)     |
| Хиспаноамериканци | 3.665 (17,0%)  | 3.983 (18,8%)  |
| Укупно            | 21.574         | 21.133         |